# 卡尔-海因茨·鲁梅尼格
卡尔-海因茨·鲁梅尼格（德語：Karl-Heinz Rummenigge，1955年9月25日—）是德國前足球運動員。1980年代，路明尼加曾先後三奪德甲神射手，並在1980及1981年間連續兩年奪得歐洲足球先生榮譽。

## 球員生涯
鲁梅尼格是在1974年加入德國班霸拜仁慕尼黑，司職前鋒。當時鲁梅尼格並未太受到注意，因其在場上搭檔的前鋒是傳奇射手穆勒，在他旁邊的魯梅尼格自然是顯得不起眼，也不會是拜仁的戰術核心，直到1979年穆勒離隊後，升格為主力前鋒的鲁梅尼格的表現才有所不同。在1979-80年球季，鲁梅尼格共在德甲聯賽入了26球。其後他亦能在1981年和1984年分別刷新入29球和26球紀錄，在當時的德甲水準而言可謂相當出色。1980年鲁梅尼格當選為德國足球先生，當年及翌年亦當選為歐洲足球先生。
鲁梅尼格1978年首次出戰世界杯，雖然未能完成衛冕，但個人射進3球嶄露頭角，隨後成為國家隊重心人物之一，曾在1980年歐洲國家杯贏得冠軍，後續亦曾參與1982和1986年世界杯，皆能助球隊打入決賽（可是德國最終敗給阿根廷和義大利）。他一共為國家隊上陣85場入45球，三屆世界杯皆能進軍淘汰賽，共計有9球的成績（3+5+1），唯一的挫敗是在1984年歐洲國家杯小組賽出局，衛冕失敗。
1984年鲁梅尼格前往義大利，轉投當時喜愛收購德國球員，屬義甲大球會的國際米蘭。可是鲁梅尼格在國際米蘭的數季受傷病困擾，表現不及拜仁時代。隨著他年事已高，1987年改投瑞士一家球會，並在這家球會踢至掛靴。

## 領導生涯
1989年鲁梅尼格宣佈掛靴，起先是在一家電視台擔任足球評述員，1991年拜仁慕尼黑邀請弗朗茨·貝肯鲍爾和鲁梅尼格加入拜仁管理層，結果鲁梅尼格亦一直擔任球會經理長達十年。2002年鲁梅尼格更加晉升為拜仁董事會主席，主要負責球會對外關係。
2004年3月鲁梅尼格被球王贝利選為125位在世的最偉大的足球運動員名單。

## 生涯統計
| 年度      | 球隊               | 出賽（入球）   | 出賽（入球） | 獎項 |
| --------- | ------------------ | -------------- | ------------ | --- |
| 1963-74年 | Borussia Lippstadt |                |              | -- |
| 1974-84年 | 拜仁慕尼黑         | 310（162）     | 78（40）     | 洲際盃: 1976年 歐洲冠軍球會盃: 1975年, 1976年 德國甲組足球聯賽冠軍: 1980年, 1981年 德國盃: 1982年, 1984年 |
| 1984-87年 | 國際米蘭           | 64（24）       | 17（5）      | -- |
| 1987-89年 | 塞爾維特           | 50（34）       |              | -- |
| 1976-86年 | 西德               | 95（45）       |              | : 1980年                                                                                                  |
| 同時:     |                    |                |              | |
| 個人榮譽  |                    |                |              | |
| 1980年    | 德甲神射手         | 德甲神射手     | 26 球        | 26 球 |
| 1981年    | 德甲神射手         | 德甲神射手     | 29 球        | 29 球 |
| 1984年    | 德甲神射手         | 德甲神射手     | 26 球        | 26 球 |
| 1987年    | 瑞士聯賽神射手     | 瑞士聯賽神射手 | 24 球        | 24 球 |
| 1980年    | 德國足球先生       | 德國足球先生   | 德國足球先生 | 德國足球先生                                                                                              |
| 1980年    | 歐洲足球先生       | 歐洲足球先生   | 歐洲足球先生 | 歐洲足球先生                                                                                              |
| 1981年    | 歐洲足球先生       | 歐洲足球先生   | 歐洲足球先生 | 歐洲足球先生                                                                                              |

- 他是德國國家隊中進球第6的成員。
- 他是德甲史上進球數第13的球員。

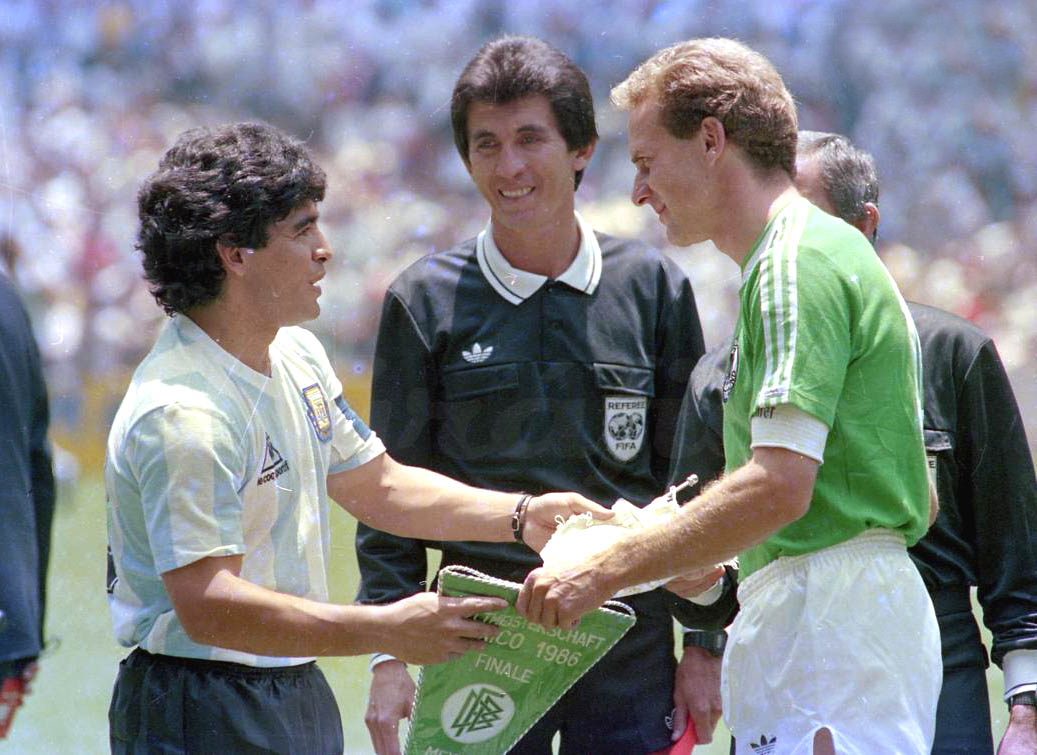
摄于1986年墨西哥世界杯决赛对阵阿根廷队

- 他是拜仁慕尼黑歷來進球量第4的球員，僅次於盖德．穆勒、萊萬多夫斯基、托馬斯．穆勒。

## 外部連結
- Karl-Heinz Rummenigge @ FCB.de （页面存档备份，存于）
- Karl-Heinz Rummenigge @ soccer-europe.com（页面存档备份，存于）
- Autograph Karl-Heinz Rummenigge